# Euryopis mulaiki
Euryopis mulaiki là một loài nhện trong họ Theridiidae.
Loài này thuộc chi Euryopis. Euryopis mulaiki được Herbert Walter Levi miêu tả năm 1954.